# Пеномодель
Пеномодель — копия будущей отливки, выполненная из пенополистирола.

## Изготовление
В промышленности пеномодели изготавливают различными способами. Способ изготовления пеномодели зависит от масштабов производства. В единичном и мелкосерийном типах производства пеномодели изготавливают методом механической обработки из полистироловых плит или профилированных полистироловых заготовок (пеномоделей). При крупносерийном и массовом производстве выявляется экономическая эффективность изготовления пеномоделей в пресс-формах, исключающих механическую обработку полистирола. В этом случае исходным сырьем для производства пеномоделей является пенополистирол.
В зависимости от сложности детали, пеномодели могут быть цельные или составные (состоящие из нескольких частей), которые впоследствии склеиваются специальным клеем. Если пеномодель составная, то для каждой части изготавливается пресс-форма, и каждая часть формуется отдельно.
Поэтому при проектировании технологической оснастки (пресс-формы) для изготовления пеномоделей проводится анализ с целью определения ключевых моментов:
— цельная пеномодель или составная;
— определение оптимальной плоскости разъема;
— определение припусков и формовочных уклонов.
Так же при проектировании необходимо учитывать и другие немаловажные факторы:
— коэффициент усадки пеномодели и металла (сплава), из которого будет изготовлена отливка;
— количество и расположение отверстий для подачи пара и отвода воздуха (венты, дюзы);
— количество и расположение пневмозагрузчиков (дозаторов);
— расположение системы выталкивания.
Метод теплового удара заключается в следующем: теплоноситель, обычно перегретый водяной пар с температурой 105—115°С, вводится непосредственно в пресс-форму, заполненную предварительно вспененными и выдержанными на воздухе гранулами пенополистирола.
Заполнение полости пресс-формы пенополистиролом может осуществляться вручную либо же с помощью пневмозагрузчиков (дозаторов). Дозатор представляет собой цилиндр, внутри которого имеется шток с поршнем. Поршень, перемещаясь, обеспечивает 2 рабочих положения дозатора: «открыто» и «закрыто». Так же у дозатора имеются несколько подводящих штуцеров: подачи сырья, открытия, закрытия. Подавая давление на штуцер открытия, поршень перемещается в рабочее положение «открыто».
Если в системе подачи сырья имеется нагнетатель, то начинается задувка пенополистирола в полость пресс-формы. Если в системе нет принудительного нагнетателя, то используют пневмозагрузчики, у которых имеется дополнительный штуцер. Подавая давление на этот штуцер, в дозаторе возникает разрежение, и пенополистирол засасывается из ёмкости в полость пресс-формы. По окончании заполнения пресс-формы, подается давление на штуцер закрытия, тем самым перемещая поршень в положение «закрыто».
Использование пневмозагрузчиков ускоряет и упрощает стадию заполнения, так же обеспечивается точная порционность.
Пневмозагрузчики подключаются к линии сжатого воздуха и непосредственно к резервуару с пенополистиролом.
Пар подается с тыльной стороны пресс-формы и проникает внутрь пресс-формы через венты (дюзы). Венты изготовлены из алюминия, латуни, бронзы, нержавеющей стали и пластика.
Пенополистирол, нагреваясь, приобретает высокопластичное состояние, а в результате образующегося внутри гранул избыточного давления парообразователя происходит их вторичное вспенивание.
При поступлении в полость пресс-формы пар расширяется и частично конденсируется, а выделяющееся при этом тепло нагревает гранулы. Образующийся конденсат выдавливается расширяющимися гранулами и выводится из полости пресс-формы через отверстия в её стенках или через перфорированные отводные трубки.
Процесс изготовления моделей легко автоматизируется. По изменению показаний манометра в пароподводящей системе можно судить о начале и конце процесса вспенивания. По мере прохождения этого процесса уменьшается проходное сечение между вспенивающимися гранулами, а после окончания вспенивания, расширяющиеся гранулы перекрывают входные отверстия в пресс-форме. Давление, развиваемое вспенивающимся полистиролом, значительно выше давления пара в подводящей системе, поэтому поступление пара в пресс-форму заканчивается автоматически.
В полость пресс-формы необходимо вводить пневмозагрузчики для подачи перегретого пара, а также делать отводные трубки для удаления воздуха, остывшего пара и воды, образовавшейся при его конденсации. Осуществляют это клапаны воздушные выпускные. Данные клапаны, функционально, являются обратными клапанами. Их корпус изготовлен из стали.
Форсунки, расположенные в системе охлаждения пресс-формы, применяются для распыления воды с целью охлаждения самой пресс-формы по окончании процесса формования пеномоделей.
На практике наиболее распространен двухстадийный процесс изготовления пеномоделей. Сущность его заключается в следующем: сначала исходный пенополистирол подвергается предварительной тепловой обработке (предварительное вспенивание), затем пресс-форму заполняют предварительно вспененными гранулами пенополистирола и производят его повторную тепловую обработку (окончательное вспенивание).
Гранулы полистирола перед использованием их для изготовления пеномоделей в пресс-формах подвергаются предварительному вспениванию, сушке и стабилизационной выдержке на воздухе — старению. Гранулометрический состав исходного полистирола для вспенивания должен быть однородным и выбираться в зависимости от требований, предъявляемых к модели.
После того как пеномодель изготовлена, её охлаждают и извлекают из пресс-формы. В зависимости от габаритов пеномодели, от расположения оборудования, пеномодель извлекают несколькими способами:
— вручную — оператор руками снимает пеномодель с пресс-формы
— пеномодель при раскрытии EPS-машины сама падает в деталеприемник.
— с помощью толкателей.
С помощью толкателей: во время раскрытия EPS-машины плита толкателей, двигаясь, давит на заднюю поверхность толкателя, при этом, пружина, которая находится на толкателе, сжимается. Толкатель, перемещаясь, упирается в пеномодель и выталкивает её из пресс-формы. Рабочей поверхностью, контактирующей с моделью, является тарелка толкателя, поэтому, чтобы избежать повреждения модели («проминание модели»), диаметр толкателя значительно больше (следовательно, и площадь контактируемой поверхности), чем диаметр толкателя. Тарелки толкателя могут быть выполнены как из стали нержавеющей, так и из бронзы.
Когда EPS-машина закрывается для следующего цикла изготовления пеномоделей, толкатели возвращаются в первоначальное положение за счет возврата пружины в несжатое состояние. Фиксатор пружины, который представляет собой установочное/стопорное кольцо + винт шестигранный, предназначен для регулирования силы сжатия пружины, а также предотвращает соскакивание пружины с толкателя.